# Grădina Zoologică din Timișoara
Grădina Zoologică Timișoara este cea mai nouă grădină zoologică din România și este amplasată în partea de nord-est a municipiului, în Pădurea Verde, pe un teren de 6,34 ha aflat în proprietatea Consiliului Local al Municipiului Timișoara. Grădina Zoologică a fost deschisă publicului în anul 1986. Adăpostea atunci aproximativ 30 de specii, majoritatea provenind din fauna țării. Între 2004 și 2007, Grădina Zoologică a fost supusă unor ample lucrări de reamenajare.